# VANLagos
VANLagos (Video Art Network Lagos) è un'organizzazione culturale con sede a Lagos in Nigeria. 
VANLagos si occupa di new media art ed è stata fondata dalla collaborazione tra gli artisti Emeka Ogboh, Jude Anogwih e l'operatrice culturale Oyindamola Fakeye.

## Attività
VANLagos segue con particolare interesse la produzione e promozione della videoarte all'interno del Paese. 
Nel 2009 è stata organizzata la prima mostra internazionale di videoarte, a cura di Oyindamola Fakeye e Jude Anogwih. La mostra è stata accompagnata da una pubblicazione che raccoglie scritti di Solange Farkas (videobrasil), Goddy Leye (Art Bakery). Krydz Ikwuemesi (University of Nigeria Nsukka)
Altre attività principali dell'organizzazione:
- promuovere la new media art in Nigeria
- sviluppare programmi educativi pubblici, per promuovere la new media art in Nigeria
- creare una piattaforma pubblica per la presentazione delle nuove tecnologie per l'arte contemporanea in Nigeria
- sviluppare reti internazionali e risorse attraverso il partenariato con istituzioni che promuovono la new media art.